# Анохин, Александр Пантелеевич
Алекса́ндр Пантеле́евич Ано́хин (19 марта 1930, Запорожский округ, УССР — 24 сентября 2004, Москва) — советский военачальник, командующий зенитными ракетными войсками ордена Ленина Московского округа ПВО (1976—1983), генерал-лейтенант.

## Биография
Родился 19 марта 1930 года в селе Высшетарасовка Томаковского района Запорожского округа Украинской ССР (ныне — Никопольского района Днепропетровской области Украины). Украинец.
Окончил 10 классов средней школы. С 1950 года — на военной службе. В 1952 году поступил в Сумское военно-техническое училище Войск ПВО страны, которое окончил в 1955 году. В 1954 году вступил в КПСС.
В 1955—1959 годах — техник отделения по ремонту, начальник отделения по ремонту цеха № 2 2883-й артиллерийской базы 1-го разряда в Киевской армии ПВО. В 1959—1961 годах — командир огневой батареи 16-го отдельного зенитного артиллерийского полка, помощник начальника артиллерийского вооружения 35-го зенитного артиллерийского дивизиона, офицер службы главного инженера управления Днепропетровской дивизии ПВО, помощник начальника отделения боевой подготовки и боевого применения зенитных ракетных войск 11-й дивизии ПВО 8-й отдельной армии ПВО. В 1961 году поступил в Военную командную академию ПВО (ныне — Военная академия воздушно-космической обороны имени Маршала Советского Союза Г. К. Жукова) в городе Калинин (ныне — Тверь), которую окончил в 1966 году.
В 1966—1968 годах — заместитель командира, а в 1968—1970 годах — командир 219-го зенитного ракетного полка 6-й отдельной армии ПВО (6-й ОА ПВО). В 1970—1972 годах — командир 83-й зенитной ракетной бригады ПВО 6-й ОАО ПВО (штаб бригады — в городе Зеленогорск). В 1972—1974 годах — заместитель командира 6-й дивизии ПВО.
В июне 1974 — ноябре 1976 года — заместитель командующего, а в ноябре 1976 — мае 1983 года — командующий зенитными ракетными войсками (ЗРВ) ордена Ленина Московского округа ПВО.
Возглавил зенитные ракетные войска округа в период, когда они представляли собой мощнейшую в СССР смешанную группировку ЗРВ, вооружённую всеми типами зенитных ракетных комплексов (С-25, С-75, С-125 и С-200) последних модификаций. Город Москва и частично Центральный промышленный район (ЦПР) надёжно прикрывались огнём 56 зенитных ракетных полков (ЗРП) С-25 1-й армии ПВО особого назначения (1А ПВО ОсН), стационарно дислоцированных по периметру двух дорожных бетонных колец, созданных для доставки в полки ракет и расположенных от Москвы на 50 и 100 км, и четырьмя ЗРП дальнего действия С-200В, удалёнными от главного объекта прикрытия примерно на 200 км.
При его активном участии началось перевооружение частей 1А ПВО ОсН на ЗРК нового поколения С-300, которые 1 июля 1982 года заступили на боевое дежурство по охране воздушных рубежей столицы СССР — города Москвы. 7 сентября 1982 года войсковые части, оснащённые новыми ЗРК, выполнили боевые стрельбы в ходе тактических учений на полигоне Капустин Яр.
Указом Президиума Верховного Совета СССР от 18 ноября 1982 года за успешное освоение новой техники и высокие показатели в боевой подготовке 1-я армия ПВО особого назначения награждена орденом Красного Знамени и стала именоваться Краснознамённой.
С июня 1983 года генерал-лейтенант артиллерии А. П. Анохин — в запасе (по болезни).
Жил Москве. Умер 29 сентября 2004 года. Похоронен в Москве на Перепечинском кладбище.
Воинские звания:
- генерал-майор артиллерии (14.02.1977);
- генерал-лейтенант артиллерии (17.02.1982);
- генерал-лейтенант (26.04.1984).

## Награды
- 2 ордена Красной Звезды;
- орден «За службу Родине в Вооружённых Силах СССР» 3-й степени;
- медали СССР.